# McLaren MCL35
De McLaren MCL35 is een Formule 1-auto die gebruikt is door het Formule 1-team van McLaren in het seizoen 2020. De auto is de opvolger van de McLaren MCL34. De MCL35 was na drie seizoenen de laatste auto met een motor van Renault. Vanaf seizoen 2021 stapt het over naar motoren van Mercedes.

## Onthulling
Op 13 februari 2020 onthulde McLaren de nieuwe wagen in het McLaren Technology Center in Woking. Dit was middels een livestream op het internet te zien voor fans en media.
De auto werd gedurende het seizoen 2020 gereden door de Brit Lando Norris en Spanjaard Carlos Sainz jr., die beide in hun tweede seizoen bij McLaren zaten.

## Resultaten
| Kleur  | Resultaat                              |
| ------ | -------------------------------------- |
| Goud   | Winnaar                                |
| Zilver | Tweede plaats                          |
| Brons  | Derde plaats                           |
| Groen  | Gefinisht (punten behaald)             |
| Blauw  | Gefinisht (geen punten behaald)        |
| Blauw  | Niet geklasseerd (NC)                  |
| Paars  | Uitgevallen (DNF)                      |
| Rood   | Niet gekwalificeerd (DNQ)              |
| Zwart  | Gediskwalificeerd (DSQ)                |
| Wit    | Niet gestart (DNS)                     |
| Blanco | Gewond (INJ)                           |
| Blanco | Uitgesloten (EX)                       |
| Blanco | Teruggetrokken (WD) / Niet deelgenomen |
| P      | Poleposition                           |
| S      | Snelste ronde                          |

| Jaar | Chassis en banden | Motor             | Coureurs         | 1   | 2   | 3   | 4   | 5   | 6   | 7   | 8   | 9   | 10  | 11  | 12  | 13  | 14  | 15  | 16  | 17  | Punten | WK-plaats |
| ---- | ----------------- | ----------------- | ---------------- | --- | --- | --- | --- | --- | --- | --- | --- | --- | --- | --- | --- | --- | --- | --- | --- | --- | ------ | --------- |
| 2020 | McLaren MCL35 P   | Renault E-Tech 20 |                  | OOS | STI | HON | GBR | 70J | SPA | BEL | ITA | TOS | RUS | EIF | POR | EMI | TUR | BHR | SAK | ABU | 202    | Brons     |
| 2020 | McLaren MCL35 P   | Renault E-Tech 20 | Carlos Sainz jr. | 5   | 9S  | 9   | 13  | 13  | 6   | DNS | 2   | DNF | DNF | 5   | 6   | 7   | 5   | 5   | 4   | 6   | 202    | Brons     |
| 2020 | McLaren MCL35 P   | Renault E-Tech 20 | Lando Norris     | 3S  | 5   | 13  | 5   | 9   | 10  | 7   | 4   | 6   | 15  | DNF | 13  | 8   | 8S  | 4   | 10  | 5   | 202    | Brons     |

Alfa Romeo C39 ·
AlphaTauri AT01 ·
Ferrari SF1000 ·
Haas VF-20 ·
McLaren MCL35 ·
Mercedes-AMG F1 W11 EQ Performance ·
Racing Point RP20 ·
Red Bull RB16 ·
Renault R.S.20 ·
Williams FW43